# Прћија
Прћија је имовина коју удовица уноси у нови брак. Као што млада, која се први пут удаје, доноси мираз, тако удовица доноси прћију. 
Обично се о прћији говори поспрдно, увредљиво. Злоупотребљава се то што је удовица незаштићена, јер све док је удовица она је без (легалног) мушкарца да је штити.  Каже се „није то твоја прћија“. Говори се, дакле, о имовини са којом свако може да поступа како му воља.